# Kunar (fiume)
Il Kunar (in pashtu کونړ سيند, Kūnaṛ sīnd), noto in Pakistan come Chitral, è un fiume lungo circa 260 km (480 km se si contano anche i rami sorgentizi Mastuj e Yarkhun) che scorre prevalentemente in direzione sud-ovest dal Pakistan nord-occidentale all'Afghanistan orientale.
Con il suo corso, il fiume, alimentato dalle acque di disgelo dei ghiacciai e dallo scioglimento delle nevi, ha scavato le valli di Chitral e Kunar. Delimita il confine orientale della catena montuosa dell'Hindu Kush. A est del fiume, infatti, si ergono le montagne dell'Hindu Raj. Il fiume Lutkho si unisce con il Mastuj a nord del capoluogo provinciale Chitral, in Pakistan, e il fiume nato da questa confluenza riceve il nome di Chitral, prima di scorrere verso sud, attraverso la valle del Kunar, in Afghanistan, dove riceve il nome di Kunar.
Il Kunar confluisce ad est di Jalalabad, in Afghanistan, nel fiume Kabul. Questo prosegue il suo corso verso est, penetrando in Pakistan, per poi confluire ad Attock nell'Indo.
Uno studio effettuato dall'UNHCR nel 1990 ha rilevato che il 60% degli abitanti del distretto di Marawara (provincia di Kunar) deve ricorrere per il fabbisogno idrico alle acque non potabili del fiume Kunar.

## Storia
Prima della divisione politica delle valli di Kunar e Chitral negli attuali stati dell'Afghanistan e del Pakistan, queste valli costituivano importanti rotte commerciali che fornivano il modo più semplice per passare dalle montagne del Pamir alle pianure del subcontinente indiano.